# Список высших учебных заведений Курганской области
В список высших учебных заведений Курганской области включены образовательные учреждения высшего и высшего профессионального образования, находящиеся на территории Курганской области и участвовавшие в мониторинге Министерства образования и науки Российской Федерации 2015 года. Этим критериям в Курганской области соответствует 3 вуза и 5 филиалов.
Филиалы вузов, головные организации которых находятся в иных субъектах федерации, сгруппированы в отдельном списке. Порядок следования элементов списка — алфавитный.
Вузы, лицензия которых не действует на 25 октября 2015 года, отмечены цветом.

## Список высших образовательных учреждений
| Название                                                                      | Категория       | Год основания | Месторасположение | Число студентов |
| ----------------------------------------------------------------------------- | --------------- | ------------- | ----------------- | --------------- |
| Курганская государственная сельскохозяйственная академия имени Т. С. Мальцева | государственный | 1941          | Лесниково         | 4773            |
| Курганский государственный университет                                        | государственный | 1995          | Курган            | 9709            |
| Шадринский государственный педагогический университет                         | государственный | 1939          | Шадринск          | 4577            |

## Список филиалов высших образовательных учреждений
| Название | Категория         | Год основания | Месторасположение | Месторасположение головной организации | Число студентов |
| --- | ----------------- | ------------- | ----------------- | -------------------------------------- | --------------- |
| Курганский институт железнодорожного транспорта (филиал Уральского государственного университета путей сообщения) | государственный   | 1961 2005     | Курган            | Екатеринбург                           | 172             |
| Курганский филиал Академии труда и социальных отношений                                                           | негосударственный | 1996          | Курган            | Москва                                 |                 |
| Курганский филиал Российской академии народного хозяйства и государственной службы                                | государственный   |               | Курган            | Москва                                 | 1146            |
| Шадринский филиал Московского государственного гуманитарного университета имени М. А. Шолохова                    | государственный   | 2000          | Шадринск          | Москва                                 |                 |